# Klopper (houten hamer)

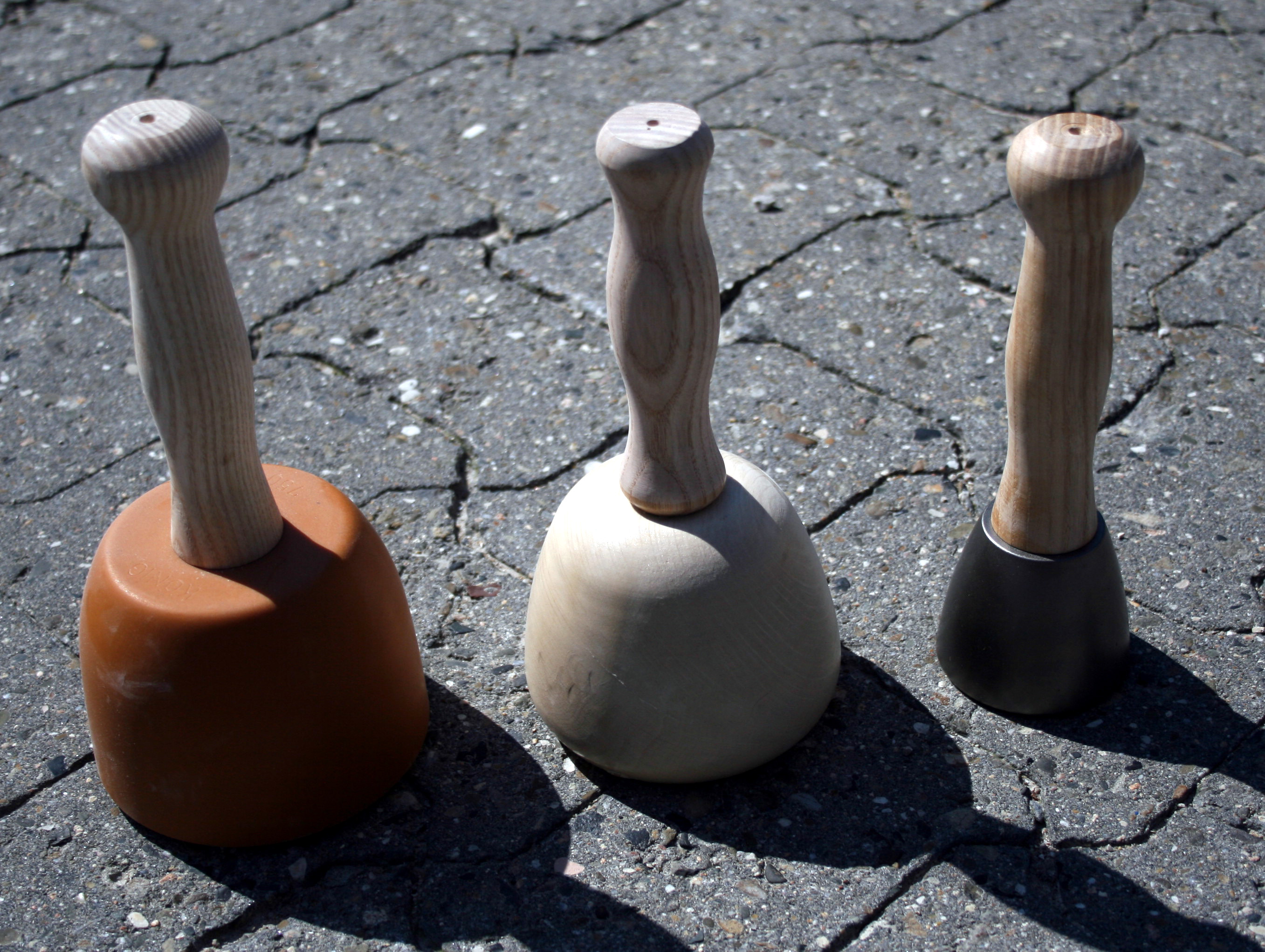
Een kunststof klopper, een van beukenhout en een weekijzeren letterhamer

Een klopper is een houten of kunststof hamer die wordt gebruikt bij het steenhouwen en bij het beeldhouwen in hout of natuursteen. Kloppers worden door houtsnijders gebruikt bij het 'aanhakken', een ruwe voorbewerking om snel hout weg te halen, en door steenhouwers en steenbeeldhouwers bij het hakken met het ceseel, en in mindere mate bij het tandijzer, het bordijzer en het rondeel. Bij houtbewerking wordt ook de houten hamer gebruikt.
Een klopper wordt vaak gemaakt van beukenhout of haagbeuken (vroeger ook pokhout), meestal met een ronde slagkop, zodat elke slag raak is, ongeacht de stand van de hamer. Soms worden ook vierkante modellen gebruikt. Vanwege de grotere duurzaamheid worden ook kloppers van kunststof gebruikt, omdat met name stalen beitels de vezels van het beukenhout beschadigen. Steenbeitels voor gebruik met een houten hamer hebben gewoonlijk een enigszins bol staand, breed uitlopend uiteinde, de zogenaamde klopperkop.

## Fleshamer
Kloppers met een diameter beneden de 10 cm worden fleshamer genoemd, omdat zij de vorm van een wijnfles benaderen. Deze worden voor lichtere hakwerkzaamheden gebruikt. Deze hamers zijn vaak van beukenhout, iepenhout of kunststof.

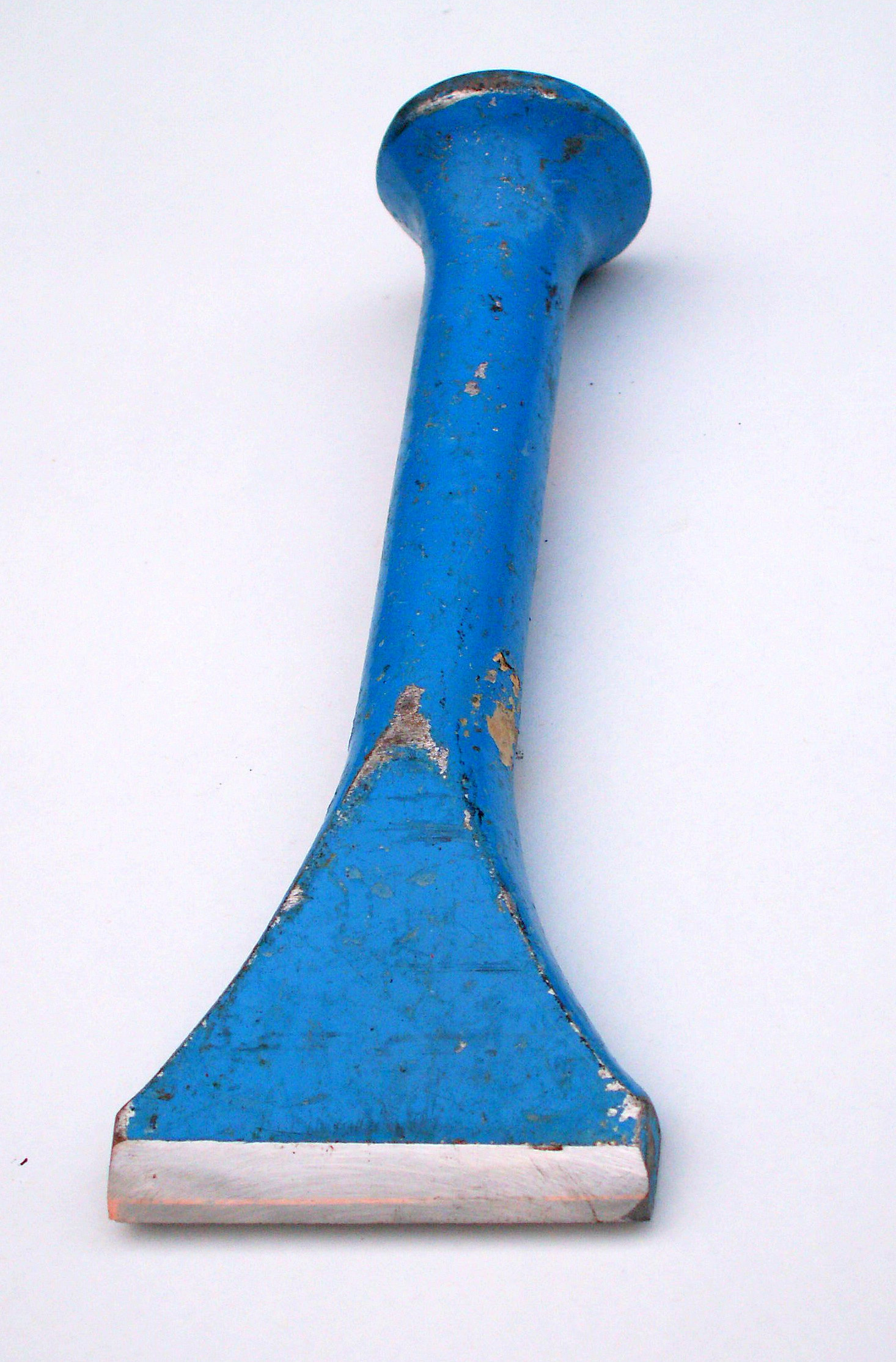
Ceseel met wolfraamcarbide snijvlak en klopperkop
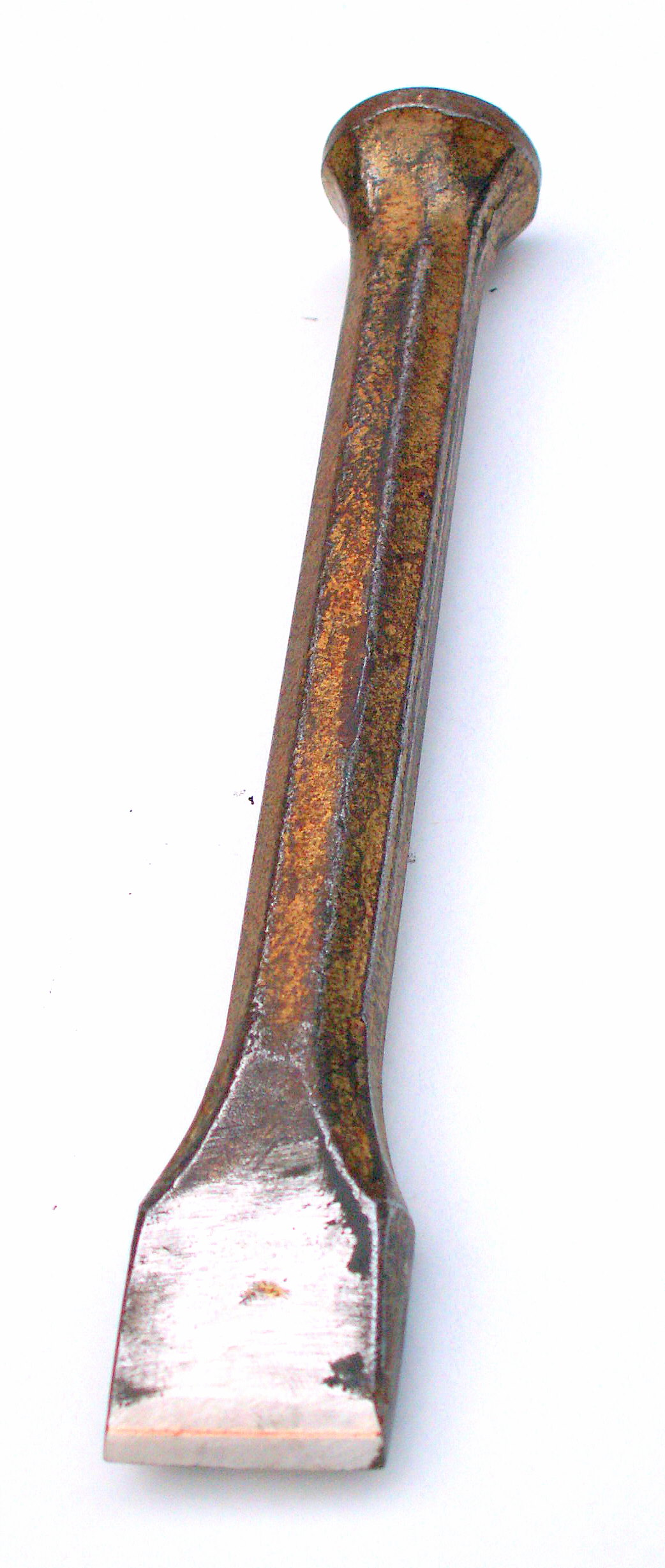
Bordijzer met wolfraamcarbide snijvlak en klopperkop
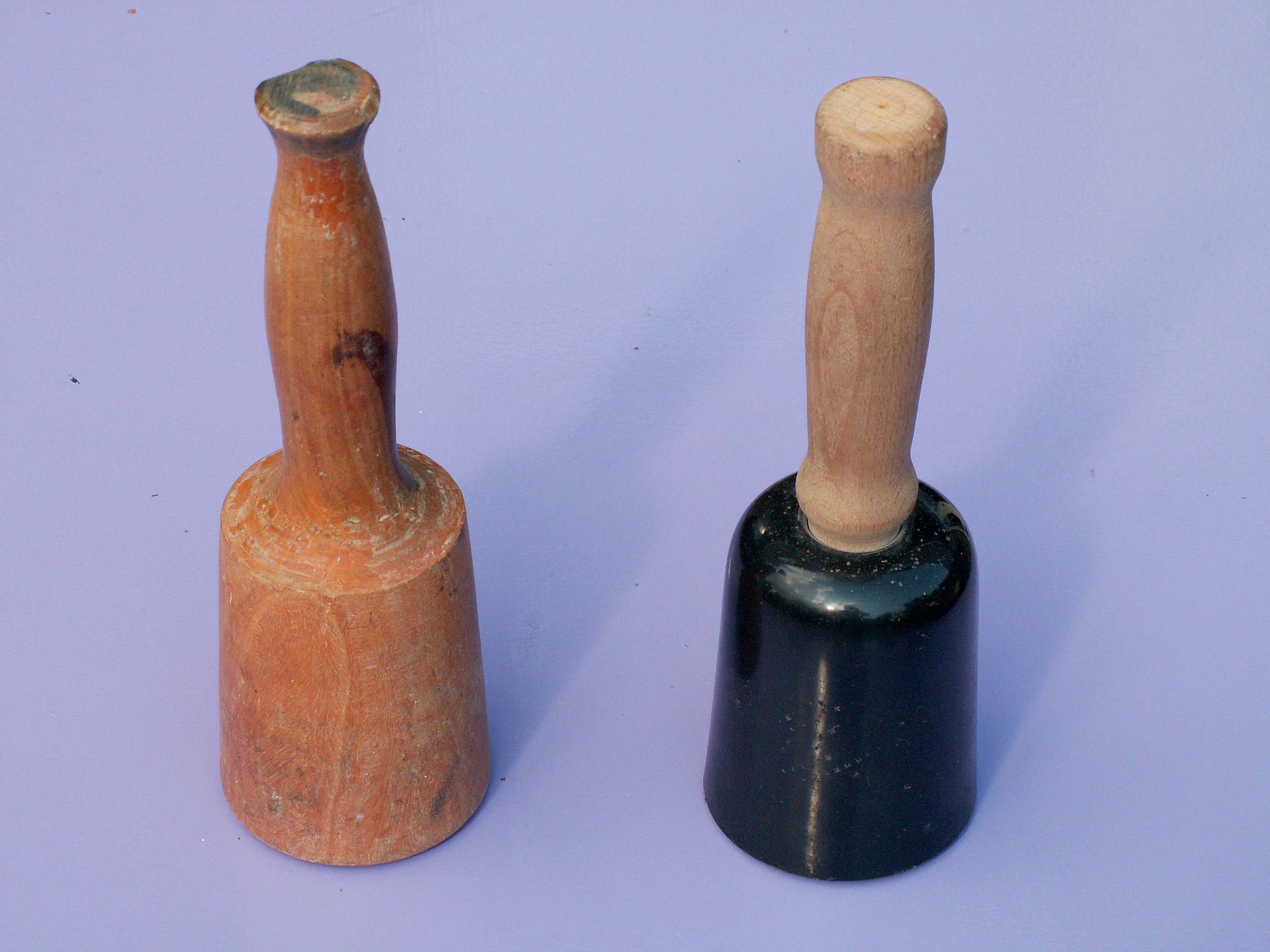
Twee fleshamers, een van beukenhout en een met kunststof kop en houten steel